# Loniceraphis paradoxa
Loniceraphis paradoxa är en insektsart. Loniceraphis paradoxa ingår i släktet Loniceraphis och familjen långrörsbladlöss. Inga underarter finns listade i Catalogue of Life.